# Дні ат-Ташрік
Дні Ат-Ташрік (араб. أيام التشريق) — продовження свята жертвопринесення Курбан-байрам, яке відзначається з 11-го по 13-е числа останнього місяця ісламського місячного календаря. Саме свято жертвопринесення відзначається 10-го числа місяця зульхіджа. Цей місяць вважається у мусульман благословенним, коли віруючі здійснюють хадж (паломництво).
Паломники вирушають до долини Міна, де кидають камені в три стовпа, як символ побиття диявола. У кожний з стовпів — малий джамрат аль-ула, середній джамрат аль-вуста і великий джамрат аль-Акаба — кидається по 7 каменів. Там же вони проводять ніч першого з днів Ат-Ташрік, а вранці роблять колективний намаз, після якого читають такбір (вихваляння Аллаха). Далі знову відбувається кидання каменів, яке продовжується і на третій день Ат-Ташрік.